# Antônio Fragoso
Antônio Fragoso (São Paulo, 30 de março de 1967) é um ator brasileiro.

## Filmografia

### Televisão
| Ano     | Título                                     | Papel                                                | Nota                                        |
| ------- | ------------------------------------------ | ---------------------------------------------------- | ------------------------------------------- |
| 2026    | Dona Beja                                  | Padre Jaime                                          |                                             |
| 2024    | Vai que Cola                               | Produtor gringo                                      | 12ª Temp. - Episódio 14                     |
| 2024    | Família É Tudo                             | Pastor Jonas                                         | Episódio: "7 de maio"                       |
| 2024    | Fuzuê                                      | Fiscal                                               | Episódio: "04 de janeiro"                   |
| 2023    | A Magia de Aruna                           | César Sampaio                                        |                                             |
| 2023    | Terra e Paixão                             | Dr. Hartmann                                         | Episódios: "03–04 de agosto"                |
| 2022    | Além da Ilusão                             | Alberto Gomes                                        | Episódio: "19 de agosto"                    |
| 2021–22 | Um Lugar ao Sol                            | Giacomo                                              |                                             |
| 2021    | Sob Pressão                                | Olavo Pena                                           | Episódio: "30 de setembro"                  |
| 2017    | Segredos de Justiça                        | Macedo                                               | Episódio: Doença Inventada Não Cura         |
| 2015–20 | Zorra                                      | Vários personagens                                   |                                             |
| 2014    | Geração Brasil                             | Edimílson                                            |                                             |
| 2014    | As Canalhas                                | Abertinho                                            | Episódio: ''A Recém-Separada''              |
| 2013    | Pa Pe Pi Po Pu                             | Comerciante                                          | Especial de fim de ano                      |
| 2013    | Junto & Misturado                          | Policial                                             |                                             |
| 2013    | O Dentista Mascarado                       | Recepcionista do hotel                               | Episódios: "17–24 de maio"                  |
| 2012    | Louco por Elas                             | Jorge                                                |                                             |
| 2012    | Os Caras de Pau                            | Vários personagens                                   |                                             |
| 2011    | Insensato Coração                          | Isidoro Brito                                        |                                             |
| 2010    | Tempos Modernos                            | Zapata                                               |                                             |
| 2009    | Toma Lá, Dá Cá                             | Agente Mota                                          | Episódio: A Foca no Armário                 |
| 2009    | Som & Fúria                                | Oswald Thomas                                        |                                             |
| 2009    | Força-Tarefa                               | Médico                                               | Episódio: "Horário de Visita"               |
| 2009    | Caminho das Índias                         | Alexandre (candidato a pai do filho de Ruth)         |                                             |
| 2009    | Mutantes - Promessas de Amor               | Detetive Ubaldo                                      |                                             |
| 2008    | Teca na TV                                 | Zé Maria (taxista, pai de Teca)                      |                                             |
| 2008    | A Grande Família                           | Gerente do Banco                                     | Episódio: "O Homem de um Milhão de Reais"   |
| 2008    | Por Toda Minha Vida                        | João Augusto                                         | Episódio: "Mamonas Assassinas"              |
| 2008    | Casos e Acasos                             | Henrique                                             | Episódio: "A Escolha, a Operação e a Outra" |
| 2007    | Sete Pecados                               | fiscal                                               |                                             |
| 2007    | Eterna Magia                               | Dr. Jorge                                            |                                             |
| 2007    | Carga Pesada                               | Dirceu                                               | Episódio: "O Milagre"                       |
| 2006    | Cobras & Lagartos                          | Luís Mauro Sá Martino                                |                                             |
| 2006    | Tecendo o Saber                            | Januário                                             |                                             |
| 2006    | Avassaladoras                              | Edu                                                  |                                             |
| 2006    | Minha Nada Mole Vida                       | Gago                                                 | Episódio: "Vida de Artista Não é Mole Não"  |
| 2006    | Páginas da Vida                            | Dr. Tiago                                            |                                             |
| 2005    | Alma Gêmea                                 | Homem que cobra de Olívia os talheres do restaurante |                                             |
| 2005    | Prova de Amor                              | Dirceu                                               |                                             |
| 2005    | Carga Pesada                               | Garçom                                               | Episódio: "Clarão"                          |
| 2004    | Senhora do Destino                         | Médico                                               |                                             |
| 2004    | Os Aspones                                 | Augusto                                              | Episódio: "O Segundo Dia"                   |
| 2001    | Porto dos Milagres                         | Antenor                                              |                                             |
| 1999    | Força de Um Desejo                         | Isidoro                                              |                                             |
| 1998    | Labirinto                                  | Pedro                                                |                                             |
| 1995    | Explode Coração                            | Pistoleiro                                           |                                             |
| 1995    | Engraçadinha... Seus Amores e Seus Pecados | José Maria Leite (repórter no hospital)              |                                             |

### Cinema
| Ano  | Título                                        | Papel                      |
| ---- | --------------------------------------------- | -------------------------- |
| 2024 | Os Farofeiros 2                               | Alexandre Salomão (Alê)    |
| 2023 | Meu Cunhado É um Vampiro                      | Chico (Chicão)             |
| 2021 | Dois Mais Dois                                |                            |
| 2018 | Os Farofeiros                                 | Alexandre Salomão (Alê)    |
| 2018 | Querido Embaixador                            | Paulo Carneiro             |
| 2017 | Um Tio Quase Perfeito                         | Pai de Suzie               |
| 2015 | Ninguém Ama Ninguém... Por Mais de Dois Anos  | Leocádio                   |
| 2014 | O Candidato Honesto                           | Mediator do Debate         |
| 2014 | Os Caras de Pau em O Misterioso Roubo do Anel | 2º Mafioso                 |
| 2012 | Até que a Sorte nos Separe                    | Médico                     |
| 2009 | A Mulher Invisível                            | Rosalvo                    |
| 2009 | Divã                                          | Garçom                     |
| 2008 | Blindness                                     | Transeunte (primeira cena) |
| 2005 | A Máquina                                     | 1º Repórter                |
| 2005 | Mais Uma Vez Amor                             | Médico (jovem)             |
| 2004 | A Dona da História                            | Marido                     |
| 2003 | Os Normais                                    | Padrinho de Rui            |

## Teatro
| Ano  | Título                                       | Papel    |
| ---- | -------------------------------------------- | -------- |
| 2010 | Ninguém Ama Ninguém... Por Mais De Dois Anos | Leocádio |